# Gloworm
Gloworm ist ein Progressive-House-Projekt der 1990er Jahre. Mitglieder waren Sänger Sedric Johnson und Produzent Will Mount.
Bereits die erste gemeinsame Single I Lift My Cup schaffte 1993 den Sprung auf Platz 20 der britischen Charts. Zwei Jahre danach wurde Carry Me Home im Vereinigten Königreich sogar zum Top-10-Hit und erreichte in Deutschland Platz 74. Als I Lift My Cup 1994 in Großbritannien wiederveröffentlicht wurde, schaffte es der Titel nochmals in die Hitparade, diesmal auf Position 46. Die dritte Produktion, Young Hearts, floppte 1995, zwei Jahre später auch deren Remix. Ein Gloworm-Album ist nie erschienen.

## Diskografie
Singles
- 1992: I Lift My Cup
- 1994: Carry Me Home
- 1995: Young Hearts
- 1997: Young Hearts (I’ll Never Stop Loving You)